# Хинкал
Хинка́л — традиционное блюдо кавказской кухни, одно из наиболее популярных и в наши дни. Представляет собой вареные в мясном бульоне кусочки теста (собственно «хинкалины»), подаваемые с бульоном, варёным мясом и соусом.
Хинкал не следует путать с грузинским хинкали, представляющим собой существенно иной тип блюда.

## Описание
Варят мясо (основной вариант — баранина или говядина, реже готовят хинкал с курицей). Значительную роль играет технология замеса теста для «хинкалин». Раскатывают его и режут на кусочки (в разных вариантах — разный размер). Когда мясо сварится, вынимают его из бульона и варят в бульоне кусочки теста. Готовят соус (томатный с чесноком, сметанный с чесноком).
На стол подают отдельно: блюдо с варёным мясом, блюдо с хинкалом, соус, чашки с бульоном, в котором варили хинкал. Иногда хинкал кладут на блюдо, обкладывая его кусками мяса. В некоторых вариантах хинкал подают также с отварным картофелем.

## Этимология
По мнению лингвистов-кавказоведов, в том числе Г. А. Климова, обозначение хинкала имеет аварскую этимологию, ср. аварское существительное ххинкI для обозначения одной хинкалины, множественное число ххинкI-ал. Непосредственно к форме множественного числа восходит грузинское название для хинкали (где конечное -и является показателем именительного падежа); в близкой форме слово проникло в другие кавказские языки.
Как отмечает А. Д. Вагапов, факт нахождения в курдских диалектах слов, близких к слову хинкал в схожих значениях, позволяет усомниться в дагестанской этимологии слова хингал как формы мн. числа от хинкI ‘галушка’. В курдских диалектах представлены варианты, максимально близкие к чеченскому слову по форме (xingāl) и по значению (‘кусочки свежевыпеченной лепешки в масле’)..
Аварское слово (с типичным аварским окончанием множественного числа -ал) было заимствовано многими другими кавказскими языками: ср. гунз. ханкlал, аг., цах., крыз. хинкlал, буд. хlинкlал, уд. хенхъхъал, хин. хынкlал, чеч., инг. хингал, адыг. хэнчlал, каб. ханчlал, абаз. хэнкlал, груз. хинкали. Некоторые цезские языки заимствовали и форму единственного числа: бежт. (Тляд.) хинкl (< ав.), инх. хинкlе (< тинд.). Дарг. (акуш. хинкlи и т. д.) и лак. (ххункl) формы также, вероятно, заимствованы из аварского источника.

## Виды
Варианты хинкала различаются прежде всего размером и способом приготовления теста.

### Аварскийхинкал
Тесто готовится на соде и кефире или сыворотке. Раскатывают до толщины примерно 1 см, нарезают ромбами стороной 3—4 см. Когда тесто сварится, каждый прокалывают зубочисткой, чтобы не сдулся.

### Даргинскийхинкал
Тесто готовится на дрожжах, раскатывают тонким слоем, посыпают измельчённой ореховой травой, закатывают в рулет и нарезают его небольшими кусочками.

### Кумыкскийхинкал
Куски мяса (говядина или баранина) весом 600—800 гр. варят при слабом кипении, периодически снимая пену. После готовности мясо извлекают из кастрюли и отделяют от костей. Тесто готовится на соли и воде или бульоне, раскатывают толщиной до 0,8—1,0 мм и нарезать хинкал квадратиками размером 3-4 см. Нарезанный хинкал варят в том бульоне, где варилось мясо, предварительно процеживая бульон.

### Лакскийхинкал
Тесто готовится на соли и воде, раскатывают в колбаски, которые нарезают кубиками размером с грецкий орех. Каждый кусочек кладут на левую ладонь, делая в середине большим пальцем правой руки углубление, придавая тесту форму «ушка». Лакцы именуют свой хинкал «гьавккури» или «ххункӏру».

### Кулинскийхинкал
Тесто раскатывают в колбаски, которые нарезают кубиками размером с грецкий орех. В ладони расплющивают в размер 8х8 или 8х10 см примерно круглые большие, придавая тесту форму «огромного уха». Кулинцы именуют свой хинкал «ххункӀру» или «манди» такие же только огромные чабанские и подаётся кулинский хинкал не в бульоне, а на тарелке и т. д. С сушёным мясом готовят со свежим мясом или с колбасой домашней.

### Лезгинскийхинкал
Варят баранину или говядину. Тесто тонко раскатывается и нарезается небольшими квадратами. Затем варится в мясном бульоне, подается на стол в горячем виде, с мясом, аджикой, и томатным (чесночным) соусом. В конце трапезы в пиалах подается бульон.

### Чеченский хинкал
Жижиг-галнаш — чеченское национальное блюдо, которое приготавливается из курятины, баранины или говядины на косточке. Мясо отваривают большими кусками с добавлением соли, к нему подготавливают клёцки из пшеничной или кукурузной муки. Аналог хинкала. Слово «жижиг» по-чеченски означает «мясо», «галнаш» — «клёцки», «галушки».

### Чабанскийхинкал
Тесто раскатывают в виде нетолстой колбаски и отрывают куски, которые умещаются в кулаке. Перед закладкой в воду кусочки теста сжимаются в кулаке, чтобы на тесте оставались следы пальцев.

### Суп-хинкал
Варят мясо, затем в бульоне варят кусочки теста, в бульон добавляют приправу (например, томатно-чесночный соус) и подают в одной тарелке с мясом.

### Сладкий хинкал
Редкая разновидность хинкала, которую готовят в лакских и некоторых аварских селах. Раньше являлся непременным атрибутом проводов на службу: такой хинкал давали с собой призывникам. Ингредиентами блюда являются мука, сливочное масло, сода, яйца, сметана. Кусочки теста жарятся в масле на сковородке до приобретения коричневого цвета.

## Исследования
В 2016 году в Дагестанском государственном педагогическом университете была защищена диссертация А. А. Казимагомедовой на тему «Лексико-семантическое и лингвокультурологическое наполнение концепта „хинкал“ в дагестанских языках».